# Patamacca
Patamacca is een van de zes ressorten waaruit het Surinaamse district Marowijne bestaat.
Ressort Patamacca grenst in het noorden aan de ressorten Moengo en Moengotapoe, in het zuiden aan het ressort Paramacca van het district Sipaliwini en in het westen aan het ressort Carolina van het district Para.
In 2012 had het ressort Patamacca volgens cijfers van het Centraal Bureau voor Burgerzaken (CBB) 427 inwoners.